# Urtica atrovirens
La Urtica atrovirens és una planta herbàcia d'entre 30 cm i 1 m d'alçària. Les tiges són de color verd fosc i estan recoberts de pèls urticants. Les fulles són ovals o cordiformes, també són urticants i tenen el marge dentat. Floreix a la primavera unes flors verdes en raïms i el seu fruit és un aqueni. És endèmica de Mallorca i Sardenya, forma part de l'Element Florístic Tirrènic Balear. A Mallorca és bastant rara i habita les penyes i els roquissars del puig Roig i de la Serra d'Alfàbia.